# Shahbaz Bhatti
Shahbaz Bhatti (Lahore, Pakistán; 9 de septiembre de 1968-Islamabad, Pakistán; 2 de marzo de 2011) fue un político pakistaní, ministro de Minorías de Pakistán del Gobierno presidido por Asif Ali Zardari y un cristiano católico, asesinado el 2 de marzo de 2011 por islamistas a causa de su oposición a la ley de la blasfemia y su defensa de Asia Bibi.
Su asesinato, perpetrado por militantes de Tehrik-i-Taliban, estuvo precedido de cinco fatuas pidiendo su muerte y amenazas telefónicas de decapitación. 
Tales amenazas no le arredraron ni le hicieron callar: «la ley de la Blasfemia es una herramienta de violencia contra las minorías, especialmente contra los cristianos» y «me puede costar la vida, pero seguiré trabajando para modificar una ley que se usa para saldar asuntos personales». El cumplimiento de su deber como ministro de Minorías y su compromiso personal en el apoyo a las víctimas de la intolerancia de los islamistas radicales terminaron convirtiéndole en un mártir. Su muerte fue precedida por la del gobernador del Punyab, Salmaan Taseer, por idénticos motivos.

## Beatificación
Shahbaz antes de morir declaró: 
“Solo busco un sitio a los pies de Jesús. Quiero que mi vida, mi carácter y mis acciones hablen por mí, y que digan fuerte y claro que sigo a Jesucristo".
El proceso de investigación para la posible beatificación ha sido autorizado por el obispo de la diócesis de Islamabad.